# SVNS 2023-2024 (féminin)
Cet article concerne le tournoi féminin. Pour le tournoi masculin, voir SVNS 2023-2024 (masculin).
Navigation
2022-2023 2024-2025
Le SVNS 2023-2024 est la 11e édition de la série mondiale féminine de rugby à sept, la compétition la plus importante du monde de rugby à sept. Elle se déroule du 2 décembre 2023 au 2 juin 2024. C'est la première saison au cours de laquelle le format de la série changera.
Le nombre total d'équipes pour cette saison a été augmentée de onze à douze, comme pour la série masculine. L'Afrique du Sud rejoint donc l'élite pour cette nouvelle saison.

## Présentation

### Format
Dans le cadre de son nouveau modèle, le SVNS 2023-2024 propose sept tournois de saison régulière plus une grande finale. Les huit équipes les mieux classées sur la base des points cumulés de la série à l'issue des sept premiers tournois ont l'opportunité de participer au tournoi faisant office de « grande finale » à Madrid, à l'issue duquel le vainqueur est sacré champion de la série 2023-2024.
Les équipes classées de la neuvième à la douzième place s'affrontent dans un tournoi de type promotion/relégation pour déterminer, avec les quatre meilleures équipes du Sevens Challenger 2024 (en), les nations maintenues ou promues  en série mondiale en vue de l'édition 2024-2025.

### Étapes
| Étape          | Stade                      | Ville       | Date                  | Vainqueur        |
| -------------- | -------------------------- | ----------- | --------------------- | ---------------- |
| Dubai          | The Sevens                 | Dubai       | 2 et 3 décembre 2023  | Australie        |
| Afrique du Sud | Cape Town Stadium          | Le Cap      | 9 et 10 décembre 2023 | Australie        |
| Australie      | Sydney Football Stadium    | Sydney      | 26 au 28 janvier 2024 | Irlande          |
| Canada         | BC Place                   | Vancouver   | 23 au 25 février 2024 | Nouvelle-Zélande |
| États-Unis     | Dignity Health Sports Park | Los Angeles | 2 et 3 mars 2024      | Nouvelle-Zélande |
| Hong Kong      | Hong Kong Stadium          | Hong Kong   | 5 au 7 avril 2024     | Nouvelle-Zélande |
| Singapour      | Stade national             | Singapour   | 3 au 5 mai 2024       | Nouvelle-Zélande |

| Étape  | Stade                 | Ville  | Date               | Vainqueur |
| ------ | --------------------- | ------ | ------------------ | --------- |
| Madrid | Estadio Metropolitano | Madrid | 31 mai 2 juin 2024 | Australie |

### Déroulement des étapes
Les points attribués aux équipes lors chaque évènement, ainsi que les totaux globaux de la saison, sont indiqués dans le tableau ci-dessous. Les points des gagnants de chaque étape sont indiqués en gras. Un astérisque (*) indique une égalité. Un tiret (-) est enregistré là où une équipe n'a pas concouru. Le classement entre la 8e et la 9e position désignera les équipes qui participeront à la grande finale de Madrid et les autres teams s'impliqueront dans la Challenger Series.

### Classement général
Si deux ou plusieurs équipes sont à égalité, on les départage selon les règles suivantes : la différence de points marqués et encaissés durant la saison et le nombre d'essais durant ladite saison.
| Rang               | Équipe           | Dubaï | Le Cap | Sydney | Vancouver | Los Angeles | Hong Kong | Singapour | Total |
| ------------------ | ---------------- | ----- | ------ | ------ | --------- | ----------- | --------- | --------- | ----- |
| Médaille d'or      | Nouvelle-Zélande | 18    | 16     | 12     | 20        | 20          | 20        | 20        | 126   |
| Médaille d'argent  | Australie        | 20    | 20     | 18     | 14        | 18          | 16        | 18        | 124   |
| Médaille de bronze | France           | 16    | 18     | 10     | 18        | 12          | 14        | 16        | 104   |
| 4                  | États-Unis       | 8     | 14     | 14     | 12        | 16          | 18        | 3         | 85    |
| 5                  | Canada           | 14    | 10     | 8      | 16        | 14          | 10        | 8         | 80    |
| 6                  | Fidji            | 12    | 12     | 6      | 10        | 2           | 12        | 14        | 68    |
| 7                  | Irlande          | 10    | 8      | 20     | 4         | 6           | 6         | 12        | 66    |
| 8                  | Grande-Bretagne  | 2     | 6      | 16     | 2         | 3           | 4         | 6         | 39    |
| 9                  | Japon            | 4     | 3      | 2      | 3         | 4           | 8         | 10        | 34    |
| 10                 | Brésil           | 6     | 4      | 4      | 6         | 8           | 3         | 1         | 32    |
| 11                 | Afrique du Sud   | 3     | 1      | 3      | 1         | 10          | 1         | 4         | 23    |
| 12                 | Espagne          | 1     | 2      | 1      | 8         | 1           | 2         | 2         | 17    |

| Légende                                                                                                   |
| --- |
| Nations absentes des JO 2024                                                                              |
| Qualifié pour le tournoi final de Madrid (huit premières places).                                         |
| Qualifié pour un tournoi de repêchage avec les équipes qualifiées des Challenger Series pour le maintien. |

### Grande finale
8 premières équipes des SVNS 2023-24:
- Nouvelle-Zélande
- Australie
- France
- États-Unis
- Canada
- Fidji
- Irlande
- Grande-Bretagne

#### Phase finale
|  | Demi-finales                       | Demi-finales                       | Demi-finales                       | Demi-finales                       |                               |        | Finale                             | Finale                             | Finale                             | Finale                             |
|  |                                    |                                    |                                    |                                    |                               |        |                                    |                                    |                                    |                                    |
|  | 2 juin 2024, Estadio Metropolitano | 2 juin 2024, Estadio Metropolitano | 2 juin 2024, Estadio Metropolitano | 2 juin 2024, Estadio Metropolitano |                               |        | 2 juin 2024, Estadio Metropolitano | 2 juin 2024, Estadio Metropolitano | 2 juin 2024, Estadio Metropolitano | 2 juin 2024, Estadio Metropolitano |
|  | A1                                 | Canada                             | 17                                 | 17                                 |                               |        | 2 juin 2024, Estadio Metropolitano | 2 juin 2024, Estadio Metropolitano | 2 juin 2024, Estadio Metropolitano | 2 juin 2024, Estadio Metropolitano |
|  | A1                                 | Canada                             | 17                                 | 17                                 |                               |        | 2 juin 2024, Estadio Metropolitano | 2 juin 2024, Estadio Metropolitano | 2 juin 2024, Estadio Metropolitano | 2 juin 2024, Estadio Metropolitano |
|  | B2                                 | France                             | 19                                 | 19                                 |                               |        | 2 juin 2024, Estadio Metropolitano | 2 juin 2024, Estadio Metropolitano | 2 juin 2024, Estadio Metropolitano | 2 juin 2024, Estadio Metropolitano |
|  | B2                                 | France                             | 19                                 | 19                                 | France                        | France | 7                                  | 7                                  |                                    |                                    |
|  | 2 juin 2024, Estadio Metropolitano |                                    |                                    |                                    | France                        | France | 7                                  | 7                                  |                                    |                                    |
|  |                                    |                                    | Australie                          | Australie                          | 26                            | 26     |                                    |                                    |                                    |                                    |
|  | B1                                 | Australie                          | Australie                          | Australie                          | 26                            | 26     | 21                                 | 21                                 |                                    |                                    |
|  | B1                                 | Australie                          |                                    |                                    |                               |        |                                    | 21                                 |                                    |                                    |
|  | A2                                 | Nouvelle-Zélande                   | 19                                 | 19                                 |                               |        |                                    |                                    |                                    |                                    |
|  | A2                                 | Nouvelle-Zélande                   | 19                                 | 19                                 | Match pour la troisième place |        |                                    |                                    |                                    |                                    |
|  |                                    |                                    |                                    |                                    |                               |        |                                    |                                    |                                    |                                    |
|  | 2 juin 2024, Estadio Metropolitano |                                    |                                    |                                    |                               |        |                                    |                                    |                                    |                                    |
|  | Canada                             | Canada                             | 14                                 | 14                                 |                               |        |                                    |                                    |                                    |                                    |
|  | Canada                             | Canada                             | 14                                 | 14                                 |                               |        |                                    |                                    |                                    |                                    |
|  | Nouvelle-Zélande                   | Nouvelle-Zélande                   | 26                                 | 26                                 |                               |        |                                    |                                    |                                    |                                    |
|  | Nouvelle-Zélande                   | Nouvelle-Zélande                   | 26                                 | 26                                 |                               |        |                                    |                                    |                                    |                                    |

### Tournoi de repêchage
Equipes classées 9e à 12e des SVNS 2023-24:
- Japon
- Brésil
- Afrique du Sud
- Espagne

Top 4 des Sevens Challenger 2024 (en):
- Chine
- Argentine
- Belgique
- Pologne

#### Play-offs
| Match   | Poule A | Score   | Poule A        |
| ------- | ------- | ------- | -------------- |
| A1 - B4 | Chine   | 33 - 0  | Belgique       |
| A2 - B3 | Japon   | 26 - 12 | Argentine      |
| A3 - B2 | Espagne | 22 - 0  | Afrique du Sud |
| A4 - B1 | Pologne | 7 - 38  | Brésil         |

## Résultats

### Dubaï
Le tournoi de Dubaï de rugby à sept 2023 est la première étape la saison 2023-2024 du SVNS. Elle se déroule du 2 au 3 décembre 2023 au The Sevens à Dubaï, aux Émirats arabes unis. 
| Match      | Vainqueur       | Score   | Finaliste        |
| ---------- | --------------- | ------- | ---------------- |
| Finale Cup | Australie       | 26 - 19 | Nouvelle-Zélande |
| 3e place   | France          | 26 - 5  | Canada           |
| 5e place   | Fidji           | 24 - 19 | Irlande          |
| 7e place   | États-Unis      | 38 - 7  | Brésil           |
| 9e place   | Japon           | 12 - 5  | Afrique du Sud   |
| 11e place  | Grande-Bretagne | 26 - 12 | Espagne          |

### Afrique du Sud
Le tournoi du Cap de rugby à sept 2023 est la deuxième étape la saison 2023-2024 du SVNS. Elle se déroule du 9 au 10 décembre 2023 au Cape Town Stadium du Cap, en Afrique du Sud.
| Match      | Vainqueur        | Score   | Finaliste       |
| ---------- | ---------------- | ------- | --------------- |
| Finale Cup | Australie        | 29 - 26 | France          |
| 3e place   | Nouvelle-Zélande | 19 - 7  | États-Unis      |
| 5e place   | Fidji            | 19 - 17 | Canada          |
| 7e place   | Irlande          | 17 - 5  | Grande-Bretagne |
| 9e place   | Brésil           | 15 - 14 | Japon           |
| 11e place  | Espagne          | 21 - 7  | Afrique du Sud  |

### Australie
Le tournoi de Perth de rugby à sept 2024 est la troisième étape de la saison 2023-2024 du SVNS. Elle se déroule du 26 au 28 janvier 2024 au Perth Oval, à Perth. 
| Match      | Vainqueur        | Score   | Finaliste      |
| ---------- | ---------------- | ------- | -------------- |
| Finale Cup | Irlande          | 19 - 14 | Australie      |
| 3e place   | Grande-Bretagne  | 24 - 10 | États-Unis     |
| 5e place   | Nouvelle-Zélande | 14 - 10 | France         |
| 7e place   | Canada           | 26 - 5  | Fidji          |
| 9e place   | Brésil           | 7 - 0   | Afrique du Sud |
| 11e place  | Japon            | 33 - 5  | Espagne        |

### Canada
Le tournoi de Vancouver de rugby à sept 2024 est la quatrième étape de la saison 2023-2024 du SVNS. Elle se déroule du 23 au 25 février 2024 au BC Place, à Vancouver. 
| Match      | Vainqueur        | Score   | Finaliste      |
| ---------- | ---------------- | ------- | -------------- |
| Finale Cup | Nouvelle-Zélande | 35 - 19 | France         |
| 3e place   | Canada           | 19 - 14 | Australie      |
| 5e place   | États-Unis       | 29 - 7  | Fidji          |
| 7e place   | Espagne          | 15 - 12 | Brésil         |
| 9e place   | Irlande          | 12 - 7  | Japon          |
| 11e place  | Grande-Bretagne  | 12 - 5  | Afrique du Sud |

### États-Unis
Le tournoi de Los Angeles de rugby à sept 2024 est la cinquième étape de la saison 2023-2024 du SVNS. Elle se déroule du 2 au 3 mars 2024 au Dignity Health Sports Park, à Los Angeles. 
| Match      | Vainqueur        | Score   | Finaliste       |
| ---------- | ---------------- | ------- | --------------- |
| Finale Cup | Nouvelle-Zélande | 29 - 14 | Australie       |
| 3e place   | États-Unis       | 21 - 7  | Canada          |
| 5e place   | France           | 53 - 0  | Afrique du Sud  |
| 7e place   | Brésil           | 28 - 14 | Irlande         |
| 9e place   | Japon            | 24 - 19 | Grande-Bretagne |
| 11e place  | Fidji            | 40 - 7  | Espagne         |

### Hong Kong
Le tournoi de Hong Kong de rugby à sept 2024 est la sixième étape de la saison 2023-2024 du SVNS. Elle se déroule du 5 au 7 avril 2024 au Hong Kong Stadium, à Hong Kong. 
| Match      | Vainqueur        | Score   | Finaliste      |
| ---------- | ---------------- | ------- | -------------- |
| Finale Cup | Nouvelle-Zélande | 36 - 7  | États-Unis     |
| 3e place   | Australie        | 24 - 21 | France         |
| 5e place   | Fidji            | 19 - 15 | Canada         |
| 7e place   | Japon            | 12 - 5  | Irlande        |
| 9e place   | Grande-Bretagne  | 14 - 5  | Brésil         |
| 11e place  | Espagne          | 17 - 14 | Afrique du Sud |

### Singapour
Le tournoi de Singapour de rugby à sept 2024 est la septième étape de la saison 2023-2024 du SVNS. Elle se déroule du 3 au 5 mai 2024 au National Stadium, à Singapour. 
| Match      | Vainqueur        | Score   | Finaliste       |
| ---------- | ---------------- | ------- | --------------- |
| Finale Cup | Nouvelle-Zélande | 31 - 21 | Australie       |
| 3e place   | France           | 29 - 7  | Fidji           |
| 5e place   | Irlande          | 19 - 17 | Japon           |
| 7e place   | Canada           | 17 - 5  | Grande-Bretagne |
| 9e place   | Afrique du Sud   | 5 - 0   | États-Unis      |
| 11e place  | Espagne          | 24 - 19 | Brésil          |

### Espagne
Le tournoi de Madrid de rugby à sept 2024 est la huitième et dernière étape de la saison 2023-2024 du SVNS. Elle se déroule du 31 mai au 2 juin 2024 à l'Estadio Metropolitano, à Madrid. 
| Match      | Vainqueur        | Score   | Finaliste       |
| ---------- | ---------------- | ------- | --------------- |
| Finale Cup | Australie        | 26 - 7  | France          |
| 3e place   | Nouvelle-Zélande | 26 - 14 | Canada          |
| 5e place   | États-Unis       | 27 - 14 | Irlande         |
| 7e place   | Fidji            | 42 - 7  | Grande-Bretagne |